# Стеларна густина
Стеларна густина је просечан број звезда унутар јединичне запремине. Слично је стеларној густини масе, која представља број соларних маса (М☉) по јединици запремине. За мерење стеларне густине користи се мерна јединица кубни парсек (pc3).
У Локалном међузвезданом облаку, вредност овог параметра се одређује проучавањем блиских звезда, у комбинацији са проценама броја бледих звезда које су можда пропуштене. Права стеларна густина у близини Сунца је процењена на 0,004 звезда по кубној светлосној години, односно 0,14 звезда pc−3. У комбинацији са проценама стеларних маса, густина масе се процењује на 4×10−24 g/cm3 или 0.059 соларних маса по кубном парсеку. Просечна густина варира кроз свемир, а драстично опада у правцима ван галактичке равни.
Региони унутар Млечног пута који имају највећу стеларну густину су језгро галаксије и унутрашњост глобуларних звезданих јата. Типична густина масе за глобуларно звездано јато је 70 М☉ pc−3, што је 500 пута више од густине масе у близини Сунца. У Локалном међузвезданом облаку, стеларна густина звезданог јата мора да буде већа од 0,08 М☉ pc−3 да би се избегао плимски прекид.